# Dépôt de la préfecture de Police
 (octobre 2016).
Si vous disposez d'ouvrages ou d'articles de référence ou si vous connaissez des sites web de qualité traitant du thème abordé ici, merci de compléter l'article en donnant les références utiles à sa vérifiabilité et en les liant à la section « Notes et références ».
Le dépôt du tribunal de grande instance de Paris est une prison se trouvant au sous-sol du Palais de Justice.

## Utilisation
Il accueille les personnes déférées à l'issue de leur garde à vue en attente de leur procès en comparution immédiate. Chaque jour, environ 80 personnes[réf. souhaitée] le fréquentent, et peuvent y rester jusqu'à 20 heures avant d'être présentées au procureur de la République ou à son substitut.

## Controverse
L'existence de ce lieu de détention, administré par la Préfecture de police de Paris, est en elle-même illégale : en effet, une personne déférée à l'issue de sa garde à vue doit selon le Code de procédure pénale être présentée immédiatement à un ou une magistrat-e du parquet. La mesure de fin de garde à vue étant notifiée par l'officier de police judiciaire (OPJ) au commissariat avant le transfert de la personne au dépôt, celle-ci n'a donc aucun statut juridique lorsqu'elle y est placée en cellule. De ce point de vue, la justice française se situe dans la légalité, puisque le déferrement au parquet à une validité de 24 heures.[réf. nécessaire]. De plus, les détenus  sont surveillés via une caméra, comme c'est le cas dans les commissariats de police, et n'ont pas de possibilité d'ouvrir de fenêtre, ni d'éteindre la lumière, qui éclaire en continu. Les cellules mesurant environ quatre mètres carrés, à l'exception de quelques-unes ayant subi une rénovation pour accueillir les personnes en situation de handicapes, ne comportent en tout que un lit simple par cellule avec un matelat en mousse posé dessus, ainsi qu'un WC à la turque séparé par un petit muret devant la porte.[réf. obsolète]